# La Duquesa (telenovela)
La Duquesa es una telenovela mexicana producida por Valentín Pimstein para Telesistema Mexicano (hoy Televisa) en 1966, con una historia original de Estella Calderón, protagonizada por Sara García y Belén Díaz junto a Miguel Córcega, con las actuaciones antagónicas de Blanca Sánchez, Angelines Fernández y Andrea Palma.

## Argumento
Cuenta la historia de una pobre billetera a la que todos llaman "La Duquesa", que de joven se casó con un hombre rico con el cual tuvo una hija, al morir su esposo los familiares de él que nunca la aceptaron y no la quería por su origen humilde, le arrebataron a su hija de los brazos, llevándosela muy lejos. Pasan los años y La Duquesa trabaja en las calles ofreciendo sus billetes de lotería; en uno de sus ires y venires por la ciudad conoce al joven Rafael, un gerente de oficina quien le compra un boleto, bueno, caballeroso y honesto. El destino se empeña en que Rafael y La Duquesa se encuentren pues días después él le paga la fianza para que no vaya presa, luego de que una mujer maliciosa, la acusa de robo, La Duquesa le toma confianza y cuenta su historia a Rafael, ese día La Duquesa recibe una carta de su hija quien le avisa que está a punto de regresar al país, su hija ignora que su madre es pobre y no rica como ella cree. La Duquesa al sentir que será rechazada por su hija, le pide ayuda a  Rafael, quien termina convirtiéndola en una mujer de la alta sociedad de la noche a la mañana, su hija al verla cree que su madre es rica, Rafael se enamora de la hija de La Duquesa, todo parece ir bien hasta la aparición de Diana, la perversa novia de Rafael quien junto a su maquiavélica madre, harán lo imposible por desenmascarar a La Duquesa, para que su hija se decepcione y huya del país, dejándole así el camino libre con Rafael.

## Reparto
- Sara García - Raquel, la Duquesa
- Belén Díaz - Isabel
- Miguel Córcega - Rafael
- Blanca Sánchez - Diana
- Angelines Fernández
- Andrea Palma
- Enrique Aguilar - Antonio
- Estela Chacón - Teresa
- Polo Ortín - Ramón
- Pura Vargas
- Mauricio Davison
- Pedro Vargas

## Versiones
- Tuvo una versión en 1978, titulada Mamá Campanita, protagonizada por Silvia Derbez, Raymundo Capetillo y Laura Zapata bajo la producción de Valentín Pimstein para Televisa.